# Zagiridia rufalis
Zagiridia rufalis là một loài bướm đêm trong họ Crambidae.